# La alegría del batallón
 La alegría del batallón és una pel·lícula muda en blanc i negre dirigida per Maximilià Thous i Orts i estrenada en 1924, basada en el llibret de la sarsuela homònima del Mestre Josep Serrano i llibret de Carlos Arniches i Félix Quintana. Val a dir la circumstància que és una pel·lícula muda sobre un llibret musical. Rodada a Múrcia, Guadix, Elx, Peníscola, Sagunt. Els documents de la pel·lícula han estat digitalitzats per la Filmoteca Valenciana.

## Argument
Arturo és un home esgarriat que deixa embarassada a Candela. És tancat a la presó cinc anys, però en sortir pretén tornar amb ella.